# Nísia Floresta (Rio Grande do Norte)
Nísia Floresta, amtlich portugiesisch Município de Nísia Floresta, ist eine Gemeinde im brasilianischen Bundesstaat Rio Grande do Norte in der Nordostregion. Sie ist Teil der Metropolregion Natal. Die Einwohnerzahl wurde zum 1. Juli 2021 auf 28.266 Einwohner geschätzt, die Nísia-Florestenser genannt werden und auf einer Gemeindefläche von rund 307,7 km² leben. Es liegt auf einer Meereshöhe von 14 Metern und hat eine Küste zum Südatlantik. Nach der Einwohnerzahl steht Nísia Floresta an 22. Stelle der 167 Munizipien des Bundesstaats.

## Namensherkunft
Der ursprüngliche Name Papary entstammt dem Tupi. Nísia Floresta ist eine Hommage an die Frauenrechtlerin und Autorin Nísia Floresta, die dort geboren wurde.

## Geographie
Umliegende Gemeinden sind Parnamirim im Norden, São José de Mipibu im Westen, Arez und Senador Georgino Avelino im Süden. Die Entfernung zur Hauptstadt Natal beträgt 40 km.

### Vegetation
Das Biom ist Caatinga und Mata Atlântica.
Auf dem Gemeindegebiet befindet sich das rund 169 Hektar große Naturschutzgebiet der IUCN-Kategorie VI Floresta Nacional de Nísia Floresta.

### Klima
Die Gemeinde hat tropisches Klima, Aw nach der Klimaklassifikation nach Köppen und Geiger. Die Durchschnittstemperatur ist 25,8 °C. Die durchschnittliche Niederschlagsmenge liegt bei 907 mm im Jahr. Im Südsommer fallen in Nísia Floresta deutlich mehr Niederschläge als im Südwinter.
|                   | Jan  | Feb  | Mär  | Apr  | Mai  | Jun  | Jul  | Aug  | Sep  | Okt  | Nov  | Dez  |   |      |
| Temperatur (°C)   | 26,6 | 26,6 | 26,6 | 26,3 | 25,9 | 24,9 | 24,3 | 24,4 | 25,1 | 25,9 | 26,4 | 26,6 | Ø | 25,8 |
| Niederschlag (mm) | 68   | 84   | 117  | 145  | 114  | 116  | 100  | 46   | 30   | 24   | 25   | 38   | Σ | 907  |

## Geschichte
Das Territorium wurde ursprünglich von den Tupi bewohnt. Im Übergang zur Provinz Rio Grande do Norte gehörte das Gebiet zum Munizip São José de Mipibú, es wurde am 30. August 1833 zu dessen Distrito de Vila Imperial de Papary, erhielt durch die Provinzresolution nº 242 am 18. Februar 1852 durch Ausgliederung den Status als Vila de Papary und wurde am 1. Februar 1890 zu einer Cidade unter dem Namen Papari, in neuerer Rechtschreibung. Die Umbenennung in Nísia Floresta erfolgte durch das Staatsgesetz Lei estadual nº 146 vom 23. Dezember 1948.
In die Schlagzeilen geriet Nísia Floresta 2017 durch den Gefängnisaufstand in der Staatlichen Haftanstalt Alcaçuz.

## Demografie

### Bevölkerungsentwicklung
| Jahr | Einwohner                       | Stadt | Land   |
| --- | ------------------------------- | ----- | ------ |
| 1872 | 7.914 Freie: 7.391 Sklaven: 523 | ?     | ?      |
| 1900 | 4.700                           | ?     | ?      |
| 1920 | 6.435                           | ?     | ?      |
| 1940 | 6.511                           | 870   | 5.641  |
| 1950 | 7.392                           | 1.087 | 6.305  |
| 1960 | 9.676                           | 1.263 | 8.413  |
| 1970 | 9.412                           | 2.037 | 7.375  |
| 1980 | 9.982                           | 5.191 | 4.791  |
| 1991 | 13.934                          | 6.023 | 7.911  |
| 2000 | 19.040                          | 8.638 | 10.402 |
| 2010 | 23.818                          | 9.380 | 14.438 |
| 2021 | 28.266                          | ?     | ?      |
| Hier fehlt eine Grafik, die leider im Moment aus technischen Gründen nicht angezeigt werden kann. Wir arbeiten daran! |                                 |       |        |

Quelle: IBGE (2011)

### Ethnische Zusammensetzung
| Gruppe                  | Anzahl 2000 | Anzahl 2010 | Anmerkung                       | Urban 2000 | Rural 2000 | Urban 2010 | Rural 2010 |
| ----------------------- | ----------- | ----------- | ------------------------------- | ---------- | ---------- | ---------- | ---------- |
| Pardos („Mischrassige“) | 11.377      | 14.450      | Mulatten, Mestizen              | 4.854      | 6.523      | 5.804      | 8.646      |
| Brancos                 | 5.134       | 7.058       | Weiße, Nachfahren von Europäern | 2.412      | 2.901      | 2.721      | 4.157      |
| Pretos                  | 1.792       | 1.603       | Schwarze                        | 721        | 569        | 1.071      | 1.034      |
| Amarelos                | 49          | 368         | Asiaten                         | 15         | 86         | 34         | 282        |
| Indígenas               | 604         | 21          | indigene Bevölkerung            | 604        | 0          | 21         | 0          |
| ohne Angabe             | 84          | 284         |                                 | 31         | 0          | 54         | 284        |

Ethnische Gruppen nach der statistischen Einteilung des IBGE. Quelle für Bevölkerungszusammensetzung:

## Durchschnittseinkommen und HDI
Das monatliche Durchschnittseinkommen betrug 2019 den Faktor 1,7 des brasilianischen Mindestlohns (Salário mínimo) von R$ 998,00 (somit R$ 1696,6 oder etwa 308 €). 2010 verdienten 47,9 % der Bevölkerung nur die Hälfte des Mindestlohns. Es liegt durchgehend große Arbeitslosigkeit vor, 2019 wurden 2873 oder 10,4 % der Erwerbsfähigen als in einem festen Arbeitsverhältnis stehend gemeldet.
Der Index der menschlichen Entwicklung (HDI) ist mit 0,622 für 2010 als mittel eingestuft. Das Bruttosozialprodukt pro Kopf betrug 2019 15.147,49 R$. 

## Söhne und Töchter der Gemeinde
- Nísia Floresta  (1810–1885), Erzieherin, Übersetzerin, Schriftstellerin und Feministin